# Irvine Bay
Irvine Bay ist eine Meeresbucht an der Westküste Schottlands. Sie erstreckt sich über die Council Areas North Ayrshire und South Ayrshire. Historisch war sie Teil der traditionellen Grafschaft Ayrshire.

## Geographie
Die 13 Kilometer weite, aber nur 13 Kilometer ins Landesinnere gehende Bucht erstreckt sich entlang des unteren Firth of Clyde zwischen den Kleinstädten Saltcoats in North Ayrshire und Troon in South Ayrshire. Etwa einen Kilometer im Landesinneren liegt etwa in der Mitte die Stadt Irvine. Dort mündet mit dem Irvine der einzige nennenswerte Zufluss ein. Entlang der Bucht zieht sich ein durchgängiger Sandstrand mit abschließenden Dünen. Ardrossan Castle bei Ardrossan überblickt die Bucht.